# Wahlkreis Wiesbaden II
Der Wahlkreis Wiesbaden II (Wahlkreis 31) ist einer von zwei Landtagswahlkreisen im Stadtgebiet der hessischen Landeshauptstadt Wiesbaden. Der Wahlkreis umfasst seit 2008, als die Zahl der Wiesbadener Wahlkreise von drei auf zwei verringert wurde, die Stadtteile Amöneburg, Auringen, Biebrich, Bierstadt, Breckenheim, Delkenheim, Erbenheim, Heßloch, Igstadt, Kastel, Kloppenheim, Kostheim, Medenbach, Naurod, Nordenstadt, Rambach und Sonnenberg.
Wahlberechtigt waren bei der letzten Landtagswahl 86.996 Bürger. Geografisch deckt der Wahlkreis den Osten des Stadtgebietes Wiesbaden ab.

## Wahl 2023
| Landtagswahl in Hessen 2023 – WK Wiesbaden IIZweitstimmen %403020100 34,0 %17,3 %15,6 %14,5 %6,2 %3,0 %2,8 %2,0 %1,4 %3,2 % CDUGrüneAfDSPDFDPLinkeFWVoltTierschutzSonst.Gewinne und Verlusteim Vergleich zu 2018 %p 8 6 4 2 0 −2 −4 −6+7,3 %p−4,0 %p+2,8 %p−4,3 %p−2,4 %p−3,4 %p+0,5 %p+2,0 %p+0,6 %p+0,8 %pCDUGrüneAfDSPDFDPLinkeFWVoltTierschutzSonst. |

| Gegenstand der Nachweisung | Gegenstand der Nachweisung | Erst- stimmen | Erst- stimmen | Zweit- stimmen | Zweit- stimmen |
| Bewerber                   | Partei                     | Anzahl        | %             | Anzahl         | %              |
| -------------------------- | -------------------------- | ------------- | ------------- | -------------- | -------------- |
| Wahlberechtigte            | Wahlberechtigte            | 92.387        | 92.387        | 92.387         | 92.387         |
| Wähler                     | Wähler                     | 58.371        | 58.371        | 58.371         | 63,2           |
| Ungültige Stimmen          | Ungültige Stimmen          | 1.043         | 1,8           | 793            | 1,4            |
| Gültige Stimmen            | Gültige Stimmen            | 57.328        | 98,2          | 57.578         | 98,6           |
| davon                      |                            |               |               |                |                |
| Ralph Alexander Lorz       | CDU                        | 20.484        | 35,7          | 19.552         | 34,0           |
| Lara Klaes                 | GRÜNE                      | 9.853         | 17,2          | 9.947          | 17,3           |
| Inge Groebel               | SPD                        | 9.419         | 16,4          | 8.369          | 14,5           |
| Robert Lambrou             | AfD                        | 8.798         | 15,3          | 8.959          | 15,6           |
| Alexander Winkelmann       | FDP                        | 3.360         | 5,9           | 3.580          | 6,2            |
| Brigitte Forßbohm          | Die Linke                  | 1.970         | 3,4           | 1.754          | 3,0            |
| Daniel Dück                | Freie Wähler               | 2.339         | 4,1           | 1.608          | 2,8            |
|                            | Tierschutzpartei           |               |               | 781            | 1,4            |
|                            | Die PARTEI                 | 407           | 0,7           |                |                |
|                            | Piraten                    | 173           | 0,3           |                |                |
|                            | ÖDP                        | 102           | 0,2           |                |                |
|                            | P. f. schulm. Verjf.       | 32            | 0,1           |                |                |
|                            | V-Partei³                  | 245           | 0,4           |                |                |
|                            | PdH                        | 175           | 0,3           |                |                |
|                            | ABG                        | 79            | 0,1           |                |                |
|                            | APPD                       | 30            | 0,1           |                |                |
|                            | Basis                      | 372           | 0,6           |                |                |
|                            | DKP                        | 25            | 0,0           |                |                |
|                            | DIE NEUE MITTE             | 45            | 0,1           |                |                |
| Carina König               | Volt                       | 1.105         | 1,9           | 1.178          | 2,0            |
|                            | Klimaliste                 |               |               | 165            | 0,3            |

## Wahl 2018
| Gegenstand der Nachweisung | Gegenstand der Nachweisung | Wahlkreis- stimmen | Wahlkreis- stimmen | Landes- stimmen | Landes- stimmen |
| Kreiswahlbewerber          | Partei                     | Anzahl             | %                  | Anzahl          | %               |
| -------------------------- | -------------------------- | ------------------ | ------------------ | --------------- | --------------- |
| Wahlberechtigte            | Wahlberechtigte            | 86.996             | 100,0              | 86.996          | 100,0           |
| Wähler                     | Wähler                     | 57.411             | 66,0               | 57.411          | 66.0            |
| Ungültige Stimmen          | Ungültige Stimmen          | 1.287              | 2,2                | 1.099           | 1,9             |
| Gültige Stimmen            | Gültige Stimmen            | 56.124             | 100,0              | 56.312          | 100,0           |
| davon                      |                            |                    |                    |                 |                 |
| Ralph Alexander Lorz       | CDU                        | 16.952             | 30,2               | 15.680          | 27,8            |
| Patricia Eck               | SPD                        | 12.478             | 22,2               | 10.509          | 18,7            |
| Dorothée Andes-Müller      | GRÜNE                      | 10.446             | 18,6               | 11.540          | 20,5            |
| Kim Svenja Abraham         | LINKE                      | 3.220              | 5,7                | 3.373           | 6,0             |
| Alexander Winkelmann       | FDP                        | 4.381              | 7,8                | 4.904           | 8,7             |
| Robert Lambrou             | AfD                        | 7.100              | 12,7               | 7.289           | 12,9            |
| –                          | PIRATEN                    | –                  | –                  | 211             | 0,4             |
| Peter Schüppenhauer        | FREIE WÄHLER               | 1.541              | 2,7                | 1.254           | 2,2             |
| –                          | NPD                        | –                  | –                  | 86              | 0,2             |
| –                          | Die Partei                 | –                  | –                  | 294             | 0,5             |
| –                          | ÖDP                        | –                  | –                  | 149             | 0,3             |
| –                          | Die Grauen                 | –                  | –                  | 110             | 0,2             |
| –                          | BüSo                       | –                  | –                  | 18              | 0,0             |
| –                          | AD-Demokraten              | –                  | –                  | 56              | 0,1             |
| –                          | Bündnis C                  | –                  | –                  | 56              | 0,1             |
| –                          | BGE                        | –                  | –                  | 63              | 0,1             |
| –                          | Die Violetten              | –                  | –                  | 51              | 0,1             |
| –                          | LKR                        | –                  | –                  | 40              | 0,1             |
| –                          | Menschliche Welt           | –                  | –                  | 39              | 0,1             |
| –                          | Die Humanisten             | –                  | –                  | 43              | 0,1             |
| –                          | Gesundheitsforschung       | –                  | –                  | 55              | 0,1             |
| –                          | Tierschutzpartei           | –                  | –                  | 424             | 0,8             |
| –                          | V-Partei³                  | –                  | –                  | 68              | 0,1             |

Neben dem erstmals direkt gewählten Wahlkreisabgeordneten Ralph Alexander Lorz (CDU) wurde der AfD-Kandidat Robert Lambrou über die Landesliste seiner Partei gewählt.

## Wahl 2013
| Gegenstand der Nachweisung | Gegenstand der Nachweisung | Wahlkreis- stimmen | Wahlkreis- stimmen | Landes- stimmen | Landes- stimmen |
| Kreiswahlbewerber          | Partei                     | Anzahl             | %                  | Anzahl          | %               |
| -------------------------- | -------------------------- | ------------------ | ------------------ | --------------- | --------------- |
| Wahlberechtigte            | Wahlberechtigte            | 88.692             | 100,0              | 88.692          | 100,0           |
| Wähler                     | Wähler                     | 63.127             | 71,2               | 63.127          | 71,2            |
| Ungültige Stimmen          | Ungültige Stimmen          | 1.582              | 2,5                | 1.442           | 2,3             |
| Gültige Stimmen            | Gültige Stimmen            | 61.545             | 100,0              | 61.685          | 100,0           |
| davon                      |                            |                    |                    |                 |                 |
| Horst Klee                 | CDU                        | 26.689             | 43,4               | 24.359          | 39,5            |
| Michael David              | SPD                        | 21.804             | 35,4               | 18.827          | 30,5            |
| Reinhard Rzytki            | FDP                        | 1.824              | 3,0                | 3.879           | 6,3             |
| Mathias Wagner             | GRÜNE                      | 4.845              | 7,9                | 6.912           | 11,2            |
| Hartmut Bohrer             | LINKE                      | 2.505              | 4,1                | 2.611           | 4,2             |
| Christian Bachmann         | FREIE WÄHLER               | 753                | 1,2                | 572             | 0,9             |
| –                          | NPD                        | –                  | –                  | 434             | 0,7             |
| –                          | REP                        | –                  | –                  | 224             | 0,4             |
| Hendrik Seipel-Rotter      | PIRATEN                    | 935                | 1,5                | 1.017           | 1,6             |
| Alexander Hartmann         | BüSo                       | 125                | 0,2                | 77              | 0,1             |
| –                          | ADd                        | –                  | –                  | 42              | 0,1             |
| –                          | Die Grauen                 | –                  | –                  | 33              | 0,1             |
| Robert Lambrou             | AfD                        | 2.065              | 3,4                | 2.258           | 3,7             |
| –                          | AVIP                       | –                  | –                  | 33              | 0,1             |
| –                          | LUPe                       | –                  | –                  | 88              | 0,1             |
| –                          | ÖDP                        | –                  | –                  | 91              | 0,1             |
| –                          | Die Partei                 | –                  | –                  | 218             | 0,4             |
| –                          | PSG                        | –                  | –                  | 10              | 0,0             |

Neben Horst Klee als Gewinner des Direktmandats ist aus dem Wahlkreis noch Mathias Wagner über die Landesliste in den Landtag eingezogen.

## Wahl 2009
| Gegenstand der Nachweisung | Gegenstand der Nachweisung | Wahlkreis- stimmen | Wahlkreis- stimmen | Landes- stimmen | Landes- stimmen |
| Bewerber                   | Partei                     | Anzahl             | %                  | Anzahl          | %               |
| -------------------------- | -------------------------- | ------------------ | ------------------ | --------------- | --------------- |
| Wahlberechtigte            | Wahlberechtigte            | 88.957             | 100,0              | 88.957          | 100,0           |
| Wähler                     | Wähler                     | 52.616             | 59,1               | 52.616          | 59,1            |
| Ungültige Stimmen          | Ungültige Stimmen          | 1.527              | 2,9                | 1.320           | 2,5             |
| Gültige Stimmen            | Gültige Stimmen            | 51.089             | 100,0              | 51.296          | 100,0           |
| davon                      |                            |                    |                    |                 |                 |
| Horst Klee                 | CDU                        | 22.879             | 44,8               | 20.096          | 39,2            |
| Michael David              | SPD                        | 13.719             | 26,9               | 10.969          | 21,4            |
| Reinhard Rzytki            | FDP                        | 6.114              | 12,0               | 9.055           | 17,7            |
| Andreas Waldeck            | GRÜNE                      | 5.072              | 09,9               | 7.038           | 13,7            |
| Hartmut Bohrer             | LINKE                      | 2.198              | 04,3               | 2.462           | 04,8            |
| Carsten Propp              | REP                        | 837                | 01,6               | 613             | 01,2            |
| –                          | FW                         | –                  | –                  | 445             | 00,9            |
| –                          | NPD                        | –                  | –                  | 262             | 00,5            |
| –                          | Piraten                    | –                  | –                  | 216             | 00,4            |
| Alexander Hartmann         | BüSo                       | 270                | 00,5               | 140             | 00,3            |

## Wahl 2008
Bei der Landtagswahl in Hessen 2008 traten folgende Kandidaten an:
| Gegenstand der Nachweisung | Gegenstand der Nachweisung | Wahlkreis- stimmen | Wahlkreis- stimmen | Landes- stimmen | Landes- stimmen |
| Bewerber                   | Partei                     | Anzahl             | %                  | Anzahl          | %               |
| -------------------------- | -------------------------- | ------------------ | ------------------ | --------------- | --------------- |
| Wahlberechtigte            | Wahlberechtigte            | 88.770             | 100,0              | 88.770          | 100,0           |
| Wähler                     | Wähler                     | 54.961             | 61,9               | 54.961          | 61,9            |
| Ungültige Stimmen          | Ungültige Stimmen          | 1.246              | 2,3                | 1.035           | 1,9             |
| Gültige Stimmen            | Gültige Stimmen            | 53.715             | 100,0              | 53.926          | 100,0           |
| davon                      |                            |                    |                    |                 |                 |
| Horst Klee                 | CDU                        | 22.422             | 41,7               | 20.644          | 38,3            |
| Michael David              | SPD                        | 19.625             | 36,5               | 18.781          | 34,8            |
| Andreas Waldeck            | GRÜNE                      | 3.776              | 07,0               | 4.114           | 07,6            |
| Reinhard Rzytki            | FDP                        | 3.995              | 07,4               | 5.753           | 10,7            |
| Carsten Propp              | REP                        | 1.242              | 02,3               | 1.025           | 01,9            |
| –                          | Tierschutzpartei           | –                  | –                  | 235             | 00,4            |
| Alexander Hartmann         | BüSo                       | 239                | 00,4               | 83              | 00,2            |
| –                          | PSG                        | –                  | –                  | 14              | 00,0            |
| –                          | Volksabstimmung            | –                  | –                  | 55              | 00,1            |
| –                          | GRAUE                      | –                  | –                  | 95              | 00,2            |
| Hartmut Bohrer             | LINKE                      | 2.127              | 04,0               | 2.396           | 04,4            |
| –                          | Die Violetten              | –                  | –                  | 30              | 00,1            |
| –                          | FAMILIE                    | –                  | –                  | 105             | 00,2            |
| –                          | FREIE WÄHLER               | –                  | –                  | 161             | 00,3            |
| Marko Dazer                | NPD                        | 289                | 00,5               | 291             | 00,5            |
| –                          | PIRATEN                    | –                  | –                  | 130             | 00,2            |
| –                          | UB                         | –                  | –                  | 25              | 00,0            |

## Wahl 2003
| Gegenstand der Nachweisung | Gegenstand der Nachweisung | Wahlkreis- stimmen | Wahlkreis- stimmen | Landes- stimmen | Landes- stimmen |
| Bewerber                   | Partei                     | Anzahl             | %                  | Anzahl          | %               |
| -------------------------- | -------------------------- | ------------------ | ------------------ | --------------- | --------------- |
| Wahlberechtigte            | Wahlberechtigte            | 54.213             | 100,0              | 54.213          | 100,0           |
| Wähler                     | Wähler                     | 31.136             | 57,4               | 31.136          | 57,4            |
| Ungültige Stimmen          | Ungültige Stimmen          | 764                | 2,5                | 628             | 2,0             |
| Gültige Stimmen            | Gültige Stimmen            | 30.372             | 100,0              | 30.508          | 100,0           |
| davon                      |                            |                    |                    |                 |                 |
| Birgit Zeimetz-Lorz        | CDU                        | 14.526             | 47,8               | 13.970          | 45,8            |
| ?                          | SPD                        | 10.551             | 34,7               | 9.264           | 30,4            |
| ?                          | GRÜNE                      | 3.046              | 10,0               | 3.784           | 12,4            |
| ?                          | FDP                        | 1.435              | 4,7                | 2.155           | 7,1             |
| ?                          | REP                        | 694                | 2,3                | 524             | 1,7             |
| –                          | Tierschutzpartei           | –                  | –                  | 199             | 0,7             |
| –                          | DIE FRAUEN                 | –                  | –                  | 64              | 0,2             |
| –                          | PBC                        | –                  | –                  | 54              | 0,2             |
| –                          | DKP                        | –                  | –                  | 67              | 0,2             |
| –                          | ödp                        | –                  | –                  | 27              | 0,1             |
| ?                          | BüSo                       | 120                | 0,4                | 70              | 0,2             |
| –                          | FAG Hessen                 | –                  | –                  | 99              | 0,3             |
| –                          | PSG                        | –                  | –                  | 9               | 0,0             |
| –                          | Schill                     | –                  | –                  | 224             | 0,7             |

## Wahl 1999
| Gegenstand der Nachweisung | Gegenstand der Nachweisung | Wahlkreis- stimmen | Wahlkreis- stimmen | Landes- stimmen | Landes- stimmen |
| Bewerber                   | Partei                     | Anzahl             | %                  | Anzahl          | %               |
| -------------------------- | -------------------------- | ------------------ | ------------------ | --------------- | --------------- |
| Wahlberechtigte            | Wahlberechtigte            | 52.932             | 100,0              | 52.932          | 100,0           |
| Wähler                     | Wähler                     | 32.642             | 61,7               | 32.642          | 61,7            |
| Ungültige Stimmen          | Ungültige Stimmen          | 620                | 1,9                | 492             | 1,5             |
| Gültige Stimmen            | Gültige Stimmen            | 32.022             | 100,0              | 32.150          | 100,0           |
| davon                      |                            |                    |                    |                 |                 |
| Birgit Zeimetz-Lorz        | CDU                        | 13.884             | 43,4               | 13.535          | 42,1            |
| ?                          | SPD                        | 13.316             | 41,6               | 12.537          | 39,0            |
| ?                          | GRÜNE                      | 2.198              | 6,9                | 2.799           | 8,7             |
| ?                          | F.D.P.                     | 900                | 2,8                | 1.409           | 4,4             |
| ?                          | REP                        | 1.420              | 4,4                | 1.317           | 4,1             |
| –                          | Die Tierschutzpartei       | –                  | –                  | 120             | 0,4             |
| –                          | DIE FRAUEN                 | –                  | –                  | 66              | 0,2             |
| –                          | PASS                       | –                  | –                  | 23              | 0,1             |
| –                          | DKP                        | –                  | –                  | 51              | 0,2             |
| ?                          | BüSo                       | 74                 | 0,2                | 41              | 0,1             |
| –                          | FWG                        | –                  | –                  | 29              | 0,1             |
| ?                          | PBC                        | 103                | 0,3                | 99              | 0,3             |
| –                          | DHP                        | –                  | –                  | 15              | 0,0             |
| –                          | NATURGESETZ                | –                  | –                  | 31              | 0,1             |
| –                          | ödp                        | –                  | –                  | 20              | 0,1             |
| –                          | NPD                        | –                  | –                  | 23              | 0,1             |
| −                          | BFB-Die Offensive          | −                  | −                  | 35              | 0,1             |
| ?                          | Helgoland                  | 127                | 0,4                | –               | –               |

## Wahl 1995
| Gegenstand der Nachweisung | Gegenstand der Nachweisung | Wahlkreis- stimmen | Wahlkreis- stimmen | Landes- stimmen | Landes- stimmen |
| Bewerber                   | Partei                     | Anzahl             | %                  | Anzahl          | %               |
| -------------------------- | -------------------------- | ------------------ | ------------------ | --------------- | --------------- |
| Wahlberechtigte            | Wahlberechtigte            | 53.691             | 100,0              | 53.691          | 100,0           |
| Wähler                     | Wähler                     | 32.845             | 61,2               | 32.845          | 61,2            |
| Ungültige Stimmen          | Ungültige Stimmen          | 856                | 2.6                | 619             | 1,9             |
| Gültige Stimmen            | Gültige Stimmen            | 31.989             | 100,0              | 32.226          | 100,0           |
| davon                      |                            |                    |                    |                 |                 |
| ?                          | SPD                        | 12.513             | 39,1               | 11.728          | 36,4            |
| Birgit Zeimetz-Lorz        | CDU                        | 12.646             | 39,5               | 12.278          | 38,1            |
| ?                          | GRÜNE                      | 4.038              | 12,6               | 4.545           | 14,1            |
| ?                          | F.D.P.                     | 1.102              | 3,4                | 1.758           | 5,5             |
| –                          | ÖDP                        | –                  | –                  | 65              | 0,2             |
| –                          | GRAUE                      | –                  | –                  | 180             | 0,6             |
| ?                          | REP                        | 1.251              | 3,9                | 1.081           | 3,4             |
| ?                          | Solidarität                | 66                 | 0,2                | 48              | 0,1             |
| –                          | APD                        | –                  | –                  | 47              | 0,1             |
| –                          | DKP                        | –                  | –                  | 54              | 0,2             |
| ?                          | NPD                        | 63                 | 0,2                | 55              | 0,2             |
| –                          | DHP                        | –                  | –                  | 10              | 0,0             |
| –                          | f.NEP                      | –                  | –                  | 23              | 0,1             |
| –                          | NATURGESETZ                | –                  | –                  | 55              | 0,2             |
| –                          | BFB                        | –                  | –                  | 109             | 0,3             |
| ?                          | PBC                        | 110                | 0,3                | 91              | 0,3             |
| ?                          | STATT Partei               | 200                | 0,6                | 99              | 0,3             |

## Wahl 1991
| Gegenstand der Nachweisung | Gegenstand der Nachweisung | Wahlkreis- stimmen | Wahlkreis- stimmen | Landes- stimmen | Landes- stimmen |
| Bewerber                   | Partei                     | Anzahl             | %                  | Anzahl          | %               |
| -------------------------- | -------------------------- | ------------------ | ------------------ | --------------- | --------------- |
| Wahlberechtigte            | Wahlberechtigte            | 56.420             | 100,0              | 56.420          | 100,0           |
| Wähler                     | Wähler                     | 35.810             | 63,5               | 35.810          | 63,5            |
| Ungültige Stimmen          | Ungültige Stimmen          | 943                | 2,6                | 624             | 1,7             |
| Gültige Stimmen            | Gültige Stimmen            | 34.867             | 100,0              | 35.185          | 100,0           |
| davon                      |                            |                    |                    |                 |                 |
| ?                          | CDU                        | 13.470             | 38,6               | 12.738          | 36,2            |
| Frank Gustav Beucker       | SPD                        | 16.324             | 46,8               | 15.286          | 43,4            |
| ?                          | GRÜNE                      | 2.697              | 7,7                | 3.585           | 10,2            |
| ?                          | F.D.P.                     | 1.803              | 5,2                | 2.323           | 6,6             |
| –                          | REP                        | –                  | –                  | 803             | 2,3             |
| ?                          | DIE GRAUEN                 | 573                | 1,6                | 311             | 0,9             |
| –                          | ÖDP                        | –                  | –                  | 70              | 0,2             |
| –                          | PBC                        | –                  | –                  | 69              | 0,2             |

## Wahl 1987
|                      | Partei            | Anzahl | %     |
| -------------------- | ----------------- | ------ | ----- |
| Wahlberechtigte      | Wahlberechtigte   | 57.088 | 100,0 |
| Wähler               | Wähler            | 41.846 | 73,3  |
| Ungültige Stimmen    | Ungültige Stimmen | 443    | 1,1   |
| Gültige Stimmen      | Gültige Stimmen   | 41.403 | 100,0 |
| davon                |                   |        |       |
| Frank Gustav Beucker | SPD               | 17.006 | 41,1  |
| ?                    | CDU               | 16.698 | 40,2  |
| ?                    | F.D.P.            | 2.865  | 6,9   |
| ?                    | GRÜNE             | 4.593  | 11,1  |
| ?                    | DKP               | 100    | 0,2   |
| ?                    | ÖDP               | 141    | 0,3   |

## Wahl 1983
|                            | Partei            | Anzahl | %     |
| -------------------------- | ----------------- | ------ | ----- |
| Wahlberechtigte            | Wahlberechtigte   | 58.256 | 100,0 |
| Wähler                     | Wähler            | 44.763 | 76,8  |
| Ungültige Stimmen          | Ungültige Stimmen | 413    | 0,9   |
| Gültige Stimmen            | Gültige Stimmen   | 44.350 | 100,0 |
| davon                      |                   |        |       |
| Christian Bartelt          | CDU               | 16.298 | 36,7  |
| Frank Gustav Beucker       | SPD               | 21.724 | 49,0  |
| Marion Papaczek            | GRÜNE             | 2.876  | 6,5   |
| Margret Funke-Schmitt-Rink | F.D.P.            | 3.058  | 6,9   |
| Alfred Matejka             | DKP               | 90     | 0,2   |
| Michael Lorenz             | LD                | 208    | 0,5   |
| Herwart Achterberg         | DS                | 42     | 0,1   |
| Helmut Böttiger            | EAP               | 54     | 0,1   |

## Bisherige Abgeordnete
Direkt gewählte Abgeordnete des Wahlkreises Wiesbaden II waren:
| Jahr | Direktkandidat       | Partei | Erststimmen in % |
| ---- | -------------------- | ------ | ---------------- |
| 2023 | Ralph Alexander Lorz | CDU    | 35,7             |
| 2018 | Ralph Alexander Lorz | CDU    | 30,2             |
| 2013 | Horst Klee           | CDU    | 43,4             |
| 2009 | Horst Klee           | CDU    | 44,8             |
| 2008 | Horst Klee           | CDU    | 41,7             |

Der Wahlkreis wurde zur Landtagswahl 2008 neu zugeschnitten, da die Stadt Wiesbaden nur noch in zwei statt bisher drei Wahlkreise eingeteilt wurde.
Im alten Zuschnitt (bis 2003) wurden im Wahlkreis Wiesbaden II folgende Abgeordneten gewählt:
| Jahr | Direktkandidat       | Partei | (Erst-)Stimmen in % |
| ---- | -------------------- | ------ | ------------------- |
| 2003 | Birgit Zeimetz-Lorz  | CDU    | 47,8                |
| 1999 | Birgit Zeimetz-Lorz  | CDU    | 43,4                |
| 1995 | Birgit Zeimetz-Lorz  | CDU    | 39,5                |
| 1991 | Frank Gustav Beucker | SPD    | 46,8                |
| 1987 | Frank Gustav Beucker | SPD    | 41,1                |
| 1983 | Frank Gustav Beucker | SPD    | 49,0                |
| 1982 | Frank Gustav Beucker | SPD    | 43,1                |